# Gazprom Space Systems
OJSC Gazprom Space Systems (russisch: ОАО "Газпром космические системы"), früher bekannt als Gazcom oder Gascom (russisch "Газком"), ist ein russischer Betreiber und Entwickler von Kommunikationssatelliten.
Gazprom Space Systems betreibt derzeit die Jamal-Kommunikationssatelliten, die ursprünglich gemeinsam mit dem Raumfahrtunternehmen RKK Energija entwickelt und gebaut wurden. Über die Satelliten werden mehr als 60 russische und ausländische Fernsehkanäle übertragen, die auch von den Ministerien für Verteidigung, Energie und Bildung genutzt werden. Die Gasgesellschaft Gazprom macht 17 % der Nutzung der Gascom-Dienste aus. Staatliche Einrichtungen nutzen 10 %, Unternehmen und kommerzielle Dienstleister 51 % und kommerzielle Fernsehgesellschaften 22 %.
Gascom verzeichnete zu Beginn des 21. Jahrhunderts hohe Wachstumsraten: Der Jahresumsatz stieg von 5,5 Millionen Dollar im Jahr 2000 auf 32,6 Millionen Pfund im Jahr 2005 und 83,7 Millionen Dollar im Jahr 2008.

## Geschichte
Das Unternehmen wurde am 2. November 1992 unter dem Namen Gascom (Газком) von mehreren Unternehmen der Gazprom-Gruppe (Yamburggazdobicha, Tumenburgaz, Urengoygazprom, Nadimgazprom, Tumentransgaz) sowie von NPO Energia und der Gazprombank gegründet. Erster Direktor war Nikolai Sewastjanow. Die Umbenennung in Gazprom Space Systems erfolgte am 1. Dezember 2008.